# Zimbrisch

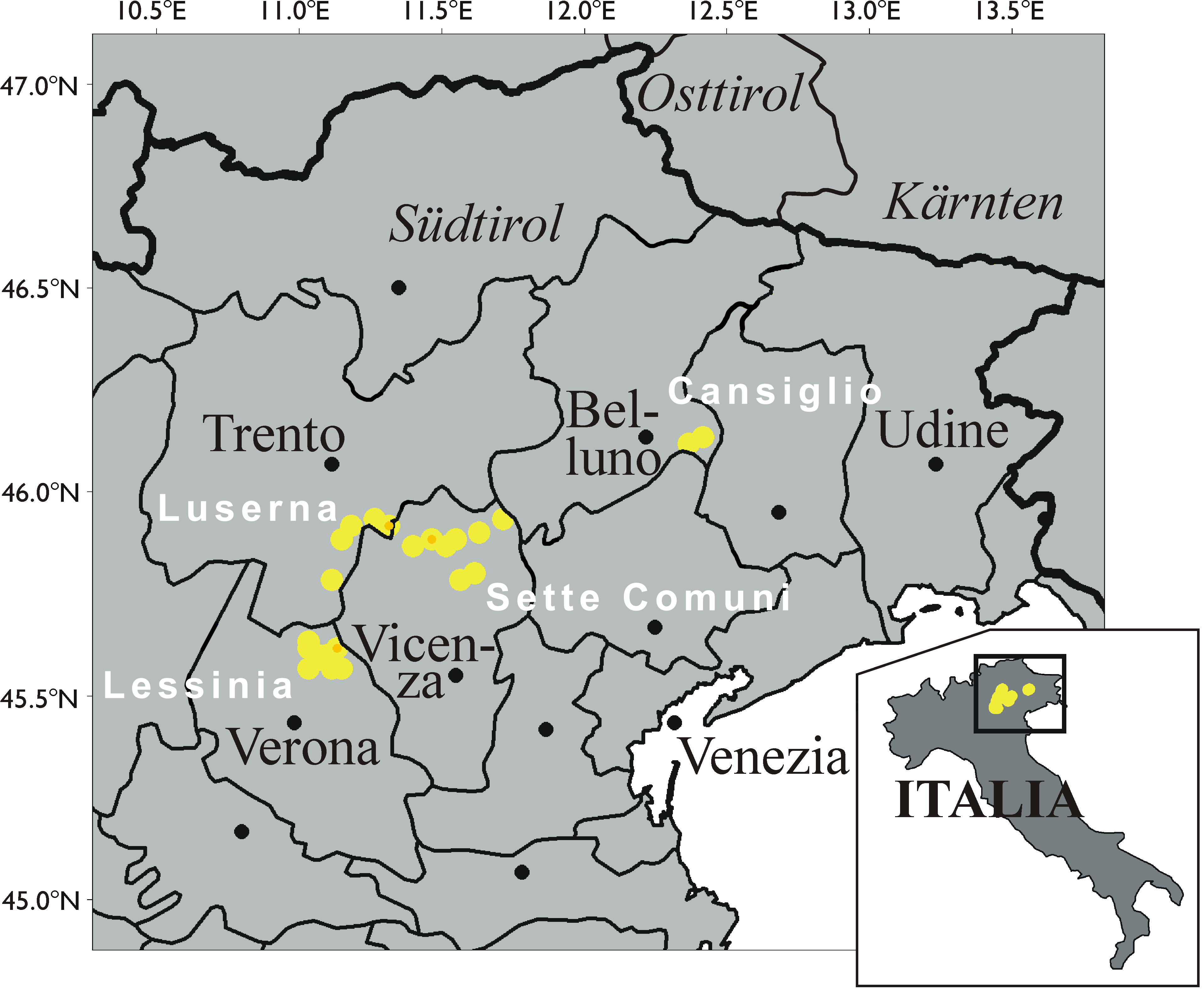
Die zimbrischen Sprachinseln in den 13 Gemeinden (Lessinia), Lusern (Luserna), Sieben Gemeinden (Sette Comuni) und Cansiglio (ausgestorben)

Zimbrisch (Eigenbezeichnung Zimbrisch gaprècht, Zimbrische zunga, Zimbrisch, italienisch Cimbro genannt) ist die traditionelle oberdeutsche Sprache der Zimbern in Nordostitalien, die in drei Sprachinseln gesprochen wurde und bis Ende des 18. Jahrhunderts Kirchen- und Amtssprache in der ehemaligen Republik der Sieben Gemeinden war. Sprachwissenschaftlich handelt es sich um bairische Dialekte als Sprachformen, die allerdings wesentlich altertümlicher als das Fersentalerische sind. Heute ist Zimbrisch nur noch in der Gemeinde Lusern im Trentino Alltagssprache und hat nicht mehr als 1000 Sprecher.

## Verbreitungsgebiet
Anfang des 19. Jahrhunderts wurde das Zimbrische von etwa 20.000 Personen in den Dreizehn Gemeinden nördlich der Stadt Verona, in den Sieben Gemeinden (Italien) um die italienische Gemeinde Asiago (dt. Schlege, Schläge, Schlägen, zimb. Sleghe, Sleeghe) sowie in Teilen Welschtirols (Trentino) nordwestlich der Sieben Gemeinden gesprochen. Im 17. Jahrhundert gab es noch ein zusammenhängendes zimbrisches Sprachgebiet, das zusätzlich das Gebiet zwischen den drei späteren Sprachinseln umfasste, worauf Flurnamen deutschen Ursprungs verweisen.

## Mundarten
Das Zimbrische besteht aus drei Sprachinseln mit jeweils einer eigenen Mundart: die Sieben Gemeinden, die Dreizehn Gemeinden und das Zimbrische von Lusern, Lafraun und Vielgereut im Trentino. Von diesen Mundarten ist diejenige der Sieben Gemeinden die altertümlichste und die im Trentino die modernste.

## Geschichte
Das Zimbrische geht vermutlich auf mehrere Siedlungswellen im 12. und 13. Jahrhundert aus dem bairischen Gebiet des Ammer- und Starnberger Sees zurück. Die altertümlichste Form wurde in der Umgebung der italienischen Gemeinde Asiago gesprochen, wo die Verwendung als Schriftsprache die Konservierung alter Sprachmerkmale begünstigte.
Mit der Aufhebung der Eigenständigkeit der Sieben Gemeinden unter Napoleon Bonaparte endete der Status des Zimbrischen als Amtssprache. Seitdem griff die Italianisierung auch auf dieses Gebiet über.

## Dokumentation
1602 ließ Bischof Marco Corner von Padua den Katechismus Christlike unt korze Dottrina, eine Übersetzung der italienischen Dottrina christiana breve von Kardinal Robert Bellarmin, als ältestes Buch in zimbrischer Sprache in Vicenza drucken. Um 1685/86 behandelte auch der Universalgelehrte Gottfried Wilhelm Leibniz die zimbrische Sprache. In der 6. Auflage des 2. Teils seiner Erdbeschreibung machte der deutsche Kosmograph Anton Friedrich Büsching 1769 die Zimbern im deutschen Sprachraum bekannt. In den Jahren 1813 und 1843 wurde der damalige italienische Katechismus Piccolo Catechismo ad uso del Regno d’Italia erneut ins Zimbrische übersetzt und unter dem Titel Dar Klóane Catechismo vor dez Béloseland gedruckt.
Mitte des 19. Jahrhunderts bereiste der bayerische Philologe und Linguist Johann Andreas Schmeller mehrfach die zimbrischen Sprachinseln und erkannte, dass das Zimbrische eine altertümliche deutsche Mundart bairisch-tirolerischer Ausprägung ist, die in den heutigen Sprachinseln seit dem Hochmittelalter gesprochen wird. Im Jahr 1855 wurde sein Cimbrisches Wörterbuch posthum herausgegeben.
Im 20. Jahrhundert befassten sich vor allem Bruno Schweizer (der die Langobardentheorie des Zimbrischen begründete) und der bayerische Forscher Hugo Resch aus Landshut mit der Mundart der Zimbern. Beiträge zur Erforschung und Dokumentation stammen auch von Anthony Rowley. Der Münchner Sprachwissenschaftler Hans Tyroller hat in erster Linie den Luserner Dialekt studiert und 1997 eine umfassende Grammatik vorgelegt.
In der Mundart der Sieben Gemeinden, in der seit 1602 kirchliche Texte erschienen sind, werden bis in die Gegenwart volkstümliche Erzählungen und Gedichte produziert. 1979 ist in Vicenza ein Messbuch für das Zimbrische in Schlege erschienen, das bis heute verwendet wird, obwohl die Sprache nicht mehr als Muttersprache gelernt wird. Auch Gebäude- und Grabinschriften gibt es in dieser Sprache. In den Dreizehn Gemeinden und im Trentino gibt es dagegen keine zimbrische Literaturtradition.

## Heutige soziolinguistische Situation
Im Jahre 2008 wurde das Zimbrische der Sieben Gemeinden, welches als toitsches Gaprècht ‚deutsche Sprache‘ oder zimbrisch Gaprècht ‚zimbrische Sprache‘ bezeichnet wird, nur noch von weniger als fünfzig Menschen in der Gemeinde Roana (Robàan, deutsch Rain) gesprochen, von denen die meisten in der Fraktion Mezzaselva (Mittewald) leben. Der jüngste Sprecher war im selben Jahr etwa 50 Jahre alt, die meisten deutlich älter. In den anderen Gemeinden ist es ausgestorben, teilweise schon seit Ende des 19. Jahrhunderts. Es gibt jedoch eine recht starke, wieder zunehmende Identifikation mit der zimbrischen Geschichte und der traditionellen zimbrischen Schriftsprache der Sieben Gemeinden, in der auch heute noch Texte produziert werden. Auch in der Heiligen Messe wird sie noch regelmäßig gebraucht, wobei das Messbuch von 1979 verwendet wird.
Das Zimbrische der Dreizehn Gemeinden – Eigenbezeichnung Tautsch ‚Deutsch‘ oder tautschas Garëida ‚deutsches Gerede‘ – wurde bereits Ende des 19. Jahrhunderts nur noch in zwei Dörfern gesprochen, in Gliesen (Giazza) auch noch von Kindern, in Campo-Fontana jedoch nur noch von einigen Alten. Anfang des 21. Jahrhunderts ist Gliesen, wo etwa 300 Menschen leben, das letzte Dorf, in dem noch einige alte Menschen die Sprache beherrschen. Sie haben jedoch kaum noch Gelegenheit, sie im Alltag zu benutzen. In der Grundschule gibt es Unterricht zum Erlernen des Dialekts, den niemand mehr als Muttersprache lernt. In der Kirche wird hier das Zimbrische nicht gebraucht.
Im Trentino ist das Zimbrische in Lafraun und Vielgereut Anfang des 20. Jahrhunderts ausgestorben, so dass Lusern das letzte Dorf ist, wo das Zimbrische noch lebendig ist und auch von Kindern gelernt wird. Im Trentino wird erst seit 2001 bei Volkszählungen die Muttersprache erhoben. Das Zimbrische ist im Trentino seit einigen Jahren neben dem Fersentalerischen und dem Ladinischen als Minderheitensprache anerkannt. Bei der Zählung 2001 gaben 267 von 297 Einwohnern in Lusern (89,9 %) Zimbrisch als Muttersprache an. In ganz Trentino waren es 882 von 477.017 (0,2 %). Bei der Zählung 2011 zählten sich nur noch 238 von 284 Einwohnern in Lusern (83,8 %) zur zimbrischen Sprachgruppe, in ganz Trentino 1072 von 526.510 (0,2 %). Immerhin zählte sich aber auch eine beachtliche Anzahl von Personen in Folgaria (249 von 3151 oder 7,9 %) und Lavarone (85 von 1088 oder 7,8 %) zur zimbrischen Sprachgruppe. In Lusern leben nur noch sehr wenige Kinder im Schulalter. 2006 wurde die Dorfschule geschlossen, die zuletzt nur drei Schüler hatte. Die Schüler besuchen die Grundschule von Lafraun, wo niemand mehr im Alltag Zimbrisch spricht. Der Unterricht ist auf Italienisch, es gibt aber eine Stunde in der Woche als Wahlfach Unterricht in Zimbrisch. Deutschunterricht gibt es nicht. Obwohl die Volkszählungsergebnisse für eine sehr hohe Identifikation mit der zimbrischen Sprache sprechen, wird von der jungen Generation auch in Lusern zunehmend Italienisch als Umgangssprache gebraucht. Im Gottesdienst wird kein Zimbrisch verwendet.
Die UNESCO ordnet das Zimbrische als definitely endangered language, als ‚eindeutig gefährdete Sprache‘, ein. Allerdings entspricht die Situation in den Sieben und den Dreizehn Gemeinden eher den Kriterien einer critically endangered language, einer ‚stark bedrohten Sprache‘, da das Zimbrische dort nur noch von Menschen höheren Alters verwendet und einzig und allein in Lusern auch von einigen Kindern gesprochen wird.

## Lautlehre
Das Zimbrische gehört zu den bairischen Mundarten.

### Betonte Vokale
Die Vokale des Zimbrischen zeigen zu großen Teilen die Entwicklung der bairischen Mundarten. So ist mittelhochdeutsches ei zu oa geworden: goas [ɡɔɐːs] ‚Geiß‘, hoatar [hɔɐːtɐr] ‚heiter‘. Aus althochdeutsch quëman ist wie in den anderen bairischen Mundarten khemmen geworden, während es anderswo bereits zu mittelhochdeutscher Zeit kommen geworden ist.
Die mittelhochdeutschen langen Vokale î, û und iu [yː] sind zu ai, au und aü diphthongiert: maus ‚Maus‘, sain ‚sein‘, haüte ‚heute‘.
Wie im Südbairischen sowie im Lechrainer Dialekt wird ê zu ea [ɛɐ] und ô zu oa [ɔɐ] gebrochen: groas [ɡrɔɐːs] ‚groß‘, hoach [hɔɐːx] ‚hoch‘, roat [rɔɐːt] ‚rot‘, khlea [kxlɛɐː] ‚Klee‘, snea [ʃnɛɐː] ‚Schnee‘, bea [bɛɐː] ‚weh‘.
Helles a bleibt ebenso wie mittelhochdeutsch æ erhalten und wird nicht wie sonst im Bairischen zu å bzw. a verdunkelt: bassar [basɐr] ‚Wasser‘, has(o) [haːʂ] ‚Hase‘, khes [kxɛːʂ] ‚Käse‘, spet [ʃpɛːt] ‚spät‘. Hierin unterscheidet sich das Zimbrische auch von anderen Sprachinselmundarten wie Pladen/Sappada, Zahre/Sauris, Tischlwang/Timau und Gottschee.
Mittelhochdeutsches ou wird zu langem offenem o und mittelhochdeutsches öu zu langem offenem ö monophthongiert und nicht wie sonst im Bairischen zu langem a: oge [ɔːge] ‚Auge‘ (mhd. ouɡe), lovan [lɔːvɐn] ‚laufen‘ (mhd. loufen), kröl [kxrœːl] ‚Kräuel‘ (mhd. kröul), pömle [pœːmle] ‚Bäumlein‘ (mhd. böumelîn).

### Unbetonte Vokale
Im Zimbrischen der Sieben Gemeinden sind die Endvokale aus althochdeutscher Zeit erhalten (a, o, e), die anderswo bereits seit dem Mittelhochdeutschen zu e beziehungsweise Schwa [ə] abgeschwächt sind: sunna ‚Sonne‘, erda ‚Erde‘, mano ‚Mond‘, haso ‚Hase‘, faffe ‚Pfaffe, Priester‘. In den Dreizehn Gemeinden gibt es eine Abschwächung zu e (sunne, erde, mane, hase, faffe), während im Zimbrischen des Trentino die Endung ganz entfällt (sunn, erd, man, has, faff).

### Konsonanten
Die Zweite Lautverschiebung ist in Gänze durchgeführt, so dass nicht nur b und d (aus germanisch *d), sondern auch g stimmlos geworden ist (p, t, k): prennen ‚brennen‘, prunn ‚Brunnen‘, kagl (aber gagel ‚Ziegen-/Schafkot‘), zakkl ‚Schwanz‘ (< mhd. zagel). Darüber hinaus wird in manchen Wörtern selbst d aus germanisch *th zu t: tach ‚Dach‘, tempfan ‚dämpfen‘, tondarn ‚donnern‘. Das k aus germanisch *k wird wie im Lechrainischen und vielen anderen oberdeutschen Mundarten angehaucht.
Das v [*f] des Mittelhochdeutschen – im Neuhochdeutschen anlautendes f oder v – wird stets stimmhaft wie Standarddeutsch w [v] gesprochen: vassan ‚fassen‘, vatar ‚Vater‘. Für mittelhochdeutsches w [*β] – und neuhochdeutsches w [v] – steht b: burza ‚Wurzel‘, boaze ‚Weizen‘. Diese Veränderungen von f/v und w treten auch in anderen bairischen Sprachinselmundarten auf, darunter Pladen (Sappada), Tischelwang (Timau) und Zahre (Sauris) im Friaul sowie Zarz (Sorica) und Gottschee in der Krain (Slowenien).

## Grammatik

### Deklination
Zimbrisch kennt wie das Standarddeutsch starke und schwache Substantive. An Kasus kennt es den Nominativ, den Dativ und den Akkusativ; der Genetiv ist wie in den meisten deutschen Dialekten durch Präpositionalkonstruktion mit von ersetzt worden.
- Starke Substantive können im Plural auf -e oder -ar ausgehen oder aber Nullendung zeigen; dazu kann Umlaut treten. Im Dativ Singular tritt bei Einsilbern die Endung -e auf, bei Feminina ist überdies Umlaut möglich.
- Die schwachen Maskulina enden im Dativ und Akkusativ sowie im gesamten Plural auf -en; die schwachen Feminina und Neutra enden im Dativ sowie im gesamten Plural auf -en, im Akkusativ hingegen wie im Nominativ. Die Diminutiva auf -le sind durch Analogie von der starken zur schwachen Deklination übergetreten.

Beispiele für die Deklination männlicher Substantive
- starkes Maskulinum ohne Umlaut:

dar tag ‚der Tag‘, me taaghe ‚dem Tag(e)‘, Plural: de taaghe ‚die Tage‘, in taaghen ‚den Tagen‘
- starkes Maskulinum mit Umlaut:

dar zun ‚der Sohn‘, me zuune ‚dem Sohn(e)‘, Plural: de züune ‚die Söhne‘, in züunen ‚den Söhnen‘
- starkes Maskulinum mit Nullendung im Nominativ Plural:

dar èrbatar ‚der Arbeiter‘, me èrbatar ‚dem Arbeiter‘, Plural: de èrbatar ‚die Arbeiter‘, in èrbatarn ‚den Arbeitern‘
- schwaches Maskulinum:

dar stèkho ‚der Stecken‘, me stèkhen ‚dem Stecken‘, Plural: de stèkhen ‚die Stecken‘, in stèkhen ‚den Stecken‘
Beispiele für die Deklination weiblicher Substantive
- starkes Femininum mit Umlaut:

de hant ‚die Hand‘, dar hénte ‚der Hand‘, Plural: de hénte ‚die Hände‘, in hénten ‚den Händen‘
- schwaches Femininum:

de platta ‚die Steinplatte‘, me platten ‚der Steinplatte‘, Plural: de platten ‚die Steinplatten‘, in platten ‚den Steinplatten‘
Beispiele für die Deklination sächlicher Substantive
- starkes Neutrum ohne Umlaut, aber mit Endung -ar:

s baip ‚das Weib‘, me baibe ‚dem Weib(e)‘, Plural: de baibar ‚die Weiber‘, in baibarn ‚den Weibern‘
- starkes Neutrum mit Umlaut und Endung -ar:

s haus ‚das Haus‘, me hauze ‚dem Haus(e)‘, Plural: de hòizar ‚die Häuser‘, in hòizarn den Häusern
- schwaches Neutrum:

s hòizle ‚das Häuslein‘, me hòizlen ‚dem Häuslein‘, Plural: de hòizlen ‚die Häuslein‘, in hòizlen ‚den Häuslein‘

### Konjugation
Die Konjugation der Verben stimmt weitgehend mit derjenigen in den anderen bairischen Mundarten überein. So enden die Formen der 3. Person Plural im Zimbrischen der Sieben Gemeinden auf -nt. In Lusern sind sie allerdings wie im Standarddeutschen mit der 1. Person Plural, also auf -en, zusammengefallen. Im Präsens der starken Verben der 6. und 7. Klasse fehlt wie in allen oberdeutschen Dialekten die Umlautung: vallen – ear vallet ‚fallen‘ – ‚er fällt‘; in der 3., 4. und 5. Klasse tritt Umlaut /e/ > /i/ – ebenfalls wie überall im Oberdeutschen in allen drei Personen des Singulars: ezan ‚essen‘: ich izze, du izzest, ear izzet, biar ezzen, iar ezzet, seü ezzent (standarddeutsch hingegen mit Umlaut nur in der 2. und 3. Person Singular). Neben dem einfachen Infinitiv gibt es einen eigenen abhängigen Infinitiv (eine Art Gerundium) mit zu: vallen – zo valla ‚fallen‘ – ‚zu fallen‘.
Wie in den anderen oberdeutschen Mundarten ist das Präteritum verloren gegangen und wird durch das Perfekt ersetzt. Das Präfix ga- des Partizip Perfekt wird nicht reduziert. Starke Verben erhalten im Partizip Perfekt nach dem Vorbild der schwachen Verben sowie der italienischen Verbalendung meist die Endung -et statt der ererbten auf -en: trinkhan – gatrunkhet ‚trinken‘ – ‚getrunken‘.
Der Konjunktiv I unterscheidet sich in der 3. Person Singular und Plural vom Indikativ Präsens durch Fehlen des auslautenden t. Der Konjunktiv II wird durch die Endung -ete ausgedrückt, und zwar auch bei den meisten starken Verben.

### Pronomina
Anders als in Bayern werden im Zimbrischen keine ursprünglichen Dualformen in der 2. Person Plural verwendet. So steht für die Pronomina ihr und euch nicht es/ös, enk, sondern iar/ear(t)/ar, eüch/aüch/as. Deshalb erhalten die entsprechenden Verbformen kein -s: iar machet ‚ihr macht‘ (vgl. in Bayern: es måchts).

### Zahlen
Ordinalzahlen fehlen und werden durch Kardinalzahlen ausgedrückt.

### Syntax
Die Syntax unterliegt starken italienischen Einflüssen. So gibt es beispielsweise nicht mehr die für das Deutsche zwingende Stellung des Verbs an zweiter Stelle im Aussagesatz als Hauptsatz.

## Lexik

### Wortschatz
Der Wortschatz ist überwiegend bairisch und enthält die typischen bairischen Kennwörter wie z. B. erta ‚Dienstag‘, finzta ‚Donnerstag‘, foat ‚Hemd‘ und khrånebitt (bair. Kranewitt, Wacholder). Es gibt einige altertümliche Wörter, die in anderen Gegenden schon lange ausgestorben sind, so z. B. lüsnen ‚zuhören‘ (von mittelhochdeutsch lüsenen; vgl. alemannisch lose, von althochdeutsch hlosēn, sowie englisch listen, von altenglisch hlysnan) und khödan ‚sagen‘ (althochdeutsch quëdan, vgl. mittelenglisch quethe[n]). Sehr zahlreich sind italienische Lehnwörter. Da es kaum Kontakt mit dem deutschsprachigen Raum gab, gibt es diese romanischen Ausdrücke auch dort, wo in anderen deutschen Mundarten schriftdeutsche Ausdrücke verwendet werden; Beispiele sind vinzern ‚siegen‘ (it. vincere), spusa ‚Braut‘ (it. sposa) und giust ‚richtig‘ (it. giusto).

### Wortbildung
Bei der Ableitung von Adjektiven aus Substantiven zur Beschreibung von Eigenschaften verwendet das Zimbrische die bairische Endung -at: narrat ‚närrisch‘, deppat ‚dumm, blöd‘, quadratat ‚viereckig‘.

## Textbeispiele

### Vaterunser
Z Gapeet von Gotte me Hèeren (Das Vaterunser auf Zimbrisch), Sieben Gemeinden, aus dem Zimbrischen Katechismus von 1602 und dem Zimbrischen Katechismus von 1813
| Zimbrischer Katechismus von 1602 (S. 11f., deutsch vgl. Vaterunser) | Zimbrischer Katechismus von 1813 (S. 23)                | Wörtliche Übersetzung der Version von 1813                |
| ------------------------------------------------------------------- | ------------------------------------------------------- | --------------------------------------------------------- |
| Vater vnzer derdo pist in die Himele.                               | Ünzar Vaatar von me Hümmele,                            | Unser Vater von dem Himmel,                               |
| Gheaileghet ber dain Namo.                                          | sai gahéart aür halgar naamo;                           | sei geehrt euer heiliger Name;                            |
| Zu kem dain Raik.                                                   | khèmme dar aür Hümmel;                                  | komme [der] euer Himmel,                                  |
| Dain bilder ghesceghe                                               | sai gatànt allez baz ar bèlt iart,                      | sei getan alles was ihr wollt,                            |
| alsobia, ime Himele, also inder Erden.                              | bia in Hümmel, asò af d èerda;                          | wie im Himmel, also auf der Erde;                         |
| Ghibuz heute vnzer teghelek proat.                                  | Ghèt üz haüte ünzar pròat von altaaghe;                 | Gebt uns heute unser Brot vom Alltag;                     |
| Vnt vorghibe vz vnzere sunte,                                       | un lazzet üz naach ünzare schulle,                      | und lasset uns nach unsere Schuld,                        |
| alsobia bier vorgheben vnzer sòleghern.                             | bia bar lazzan se naach biar dén da saint schullikh üz; | wie auch lassen sie nach wir denen die sind schuldig uns; |
| Vnt vuer vz net in vursùkonghe.                                     | haltet üz gahüütet von tentaziuun;                      | haltet uns gehütet von Versuchung (tentazione);           |
| Sonder erluosuz von vbel.                                           | un höövet üz de üübel.                                  | und hebet uns das Übel.                                   |
| Amen.                                                               | Asò sai z.                                              | Also sei’s.                                               |

Eine neuere Übersetzung des Vaterunser steht im Messbuch von 1979:
| Zimbrisch                                       | Wörtliche Übersetzung                                           |
| ----------------------------------------------- | --------------------------------------------------------------- |
| Ügnar Bàatar, ba pist in hümmel,                | Unser Vater, wo bist im Himmel,                                 |
| zai gahòlighet dar dain naamo,                  | sei geheiligt [der] dein Name,                                  |
| as khèmme dar dain Regno,                       | uns komme [der] dein Reich (regno),                             |
| zai gamàcht bia du bill,                        | sei gemacht wie du willst,                                      |
| bia in hümmel, azò in d’éerda.                  | wie im Himmel, also in der Erde.                                |
| Ghitzich hòite ’z ügnar pròat bon allen taghen, | Gib uns heute [das] unser Brot von allen Tagen,                 |
| borghit ozàndarn d’ügnarn zünte                 | vergib uns [anderen] [die] unseren Sünden                       |
| bia bràndare borghéban bèar hatzich offéndart,  | wie wir [andere] vergeben wer hat uns Leid angetan (offendere), |
| mach as bar net bàllan in tentatziùum,          | mach uns wir nicht fallen in Versuchung (tentazione),           |
| ma liberàrzich bon allen béetighen.             | sondern (ma) befreie (liberare) uns von allem Bösen.            |

Übersicht aus den anderen (teils historischen Sprachgebieten):
| Slambròt (✝ Laimtal, 19. Jhd.)         | Lusern                                                   | XIII Gemeinden (Glätzen)                              | VII Gemeinden (nach Dal Pozzo, 18. Jhd.)                    |
| -------------------------------------- | -------------------------------------------------------- | ----------------------------------------------------- | ----------------------------------------------------------- |
| Vater von uns andro,                   | Vatar ünsar                                              | Vatar unsar,                                          | Ünzar Vatar                                                 |
| der du bist in Humbl,                  | bo do pist in hümbl                                      | mo du pist ime Himmale,                               | vume Hümel,                                                 |
| sey santificart dai Nam;               | as ta sai haile doi nåm                                  | gabaigat saibe dain Name,                             | Sai dorkannet, un ga clobet Über alle eür halgher Namen:    |
| 's kume dai Regno;                     | as ta khem doi raich                                     | ta de keme dain Raich,                                | Az dar seghen, ba Jart steet, Ba Jart habet in schön Raigh: |
| sey g’macht dai Lust                   | un as ta sai gemacht doi gebölla,                        | gaschigabe in Himmale das mo du bi                    | Az sai hörtan, baz Jart belt                                |
| wia in Humbl so in l’Erdo.             | asò as pe in hümbl asò af di earde                       | un asou ut’Earde,                                     | Bia in Hümel a so at Erda:                                  |
| Get uns andro’s Broat alle Tago;       | Gibas haüt o ünsar proat                                 | ghit-uns is proat haute un for alje unsarne taghe,    | Ghett-üz heüte, un alle taghe Ünzar proat hia zo leban:     |
| latt uns ab unsero Schul               | un vorzaigas ünsarne sünt                                | vorghez unsarne suntan,                               | Üz vorghebet ünzar schulle,                                 |
| wia mir andro latsen ab unsero Schuln; | asò as pe biar vorzaing di seln bo das håm getånt letzes | asbia bar vorghezzan die vun unsarne pruadadarn,      | Bia den andarn biar vorgheben:                              |
| zieht un net in tentatium,             | machas net veln                                          | darhaltan-uns pruadadarn, darhaltan-uns vun scheidan, | Un boütet-üz vun sünten,                                    |
| ma liberat uns von der Weah.           | un haltas bait als das letz                              | halt-n-uns veare vun Ubale.                           | Vume Teüvel, benn ear kimmet.                               |
|                                        | as sai asò.                                              | Asou saibe.                                           | A so saiz, Vatar, a so.                                     |

### Ave Maria
| Zimbrischer Katechismus von 1602 (S. 17)             | Zimbrischer Katechismus von 1813 (S. 24)   | Zimbrischer Katechismus von 1842 (S. 21)   | Katechismus von Ljetzan von 1977 (S. 69)                |
| ---------------------------------------------------- | ------------------------------------------ | ------------------------------------------ | ------------------------------------------------------- |
| De Aue Mergia.                                       | De Ave Maria.                              | De Ave Maria.                              | Dar Englische Gruaz.                                    |
| GOt gruzdik Maria, volla ghenade.                    | Ich grüzach, Maria volla grázien,          | Ich grüzach, Maria, volla grázien,         | Gagruatzat saisto du, Maria, voljer gnaden.             |
| Der Herre ist mit dier,                              | Gott dar Herre ist met eüch:               | Gott dar Herre ist met eüch;               | 'In Guttarheare ist pit diar                            |
| du pist ghebenedairt vnter den baibarn.              | séelik iart übar de baibar:                | séelik iart übar de baibar;                | un du pist gabaigat drubar de baibar                    |
| Vnt ghebenedàirt ist die fruct dainz làibez, Giesus. | un séelik ’z kint von eürme laibe, Jesus.  | un séelik z’ kint von eürme láibe, Jesus.  | un gabaigat ist das sealaghe Haje von aurme Laibe Gesù, |
| Hailiga Maria motter Gottez                          | Halga Maria, Mutter von Gotte ’me Herren,  | Halga Maria, Muter von Gotte me Herren,    | Hoalaghe Maria, Mutar vume Guttarheare,                 |
| pit vor vnz sùnter,                                  | pittet vor üz süntar,                      | pittet vor üz süntar,                      | petat for unsandar                                      |
| hèmest, vnt inder horn vnzerz stèrben.               | hommest, un af an stunt von ünzarme tóade. | hemmest, un af an stunt von ünzarme tóade. | esan un in de tzait vun unsarme toate.                  |
| Amen.                                                | Asò sai’z.                                 | Asò saiz.                                  | Asou saibe!                                             |

### Werke auf Zimbrisch
- Priesterseminar Padua: Dar klóane catechismo vor z’Béloseland vortrághet in z’gaprécht von Siben Kaméün un a viar halghe gasang. Padua 1842.

### Sprachkurse
- Remigius Geiser: Grundkurs in klassischem Zimbrisch  bzw. , Salzburg 2011.

### Wörterbücher
- Norman Denison; H. Grassegger: Zahrer Wörterbuch. Vocabolario Sauranor (= Grazer linguistische Monographien. Band 22). Hrsg. vom Institut für Sprachwissenschaft der Universität Graz, Graz 2007.
- U. Martello-Martalar: Dizionario della Lingua cimbra. Vicenza 1974. Bd. 2. Dal Pozzo, Roana-Vicenza 1985.
- Johann Andreas Schmeller: Cimbrisches Wörterbuch. K. K. Hof- und Staatsdruckerei, Wien 1855.

### Grammatik
- Eberhard Kranzmayer: Laut- und Flexionslehre der deutschen zimbrischen Mundart. VWGÖ, Wien 1981, und Glossar, Wien 1985, ISBN 3-85369-465-9.
- Bruno Schweizer, James R. Dow (Hrsgg.): Zimbrische Gesamtgrammatik. Vergleichende Darstellung der zimbrischen Dialekte. Steiner, Stuttgart 2008, ISBN 978-3-515-09053-7.
- R. A. Trentino: Bar lirnen z’ schraiba un zo reda az be biar. Grammatik der zimbrischen Sprache von Lusérn (italienisch / deutsch-zimbrisch). Hrsg. vom Istituto Cimbro, Alto Adige. Lusern 2006, ISBN 978-88-95386-00-3.
- Hans Tyroller: Grammatische Beschreibung des Zimbrischen von Lusern. Steiner, Stuttgart 2003, ISBN 3-515-08038-4.

### Beschreibungen der Sprache
- Aristide Baragiola: Le fiabe cimbre del vecchio Jeckel. Die Fabeln des gavattar Jekkelle. Raccolte da Aristide Baragiola ad Asiago nel 1893. Erneut hrsg. vom Istituto di cultura cimbra, Roana 1987.
- Aristide Baragiola: Folklore inedito di alcune colonie tedesche nella regione italica. In: Bollettino di filologia moderna 4 (1902), Nrn. 3–4; 6 (1904), Nrn. 3–4 und 8–9.
- Aristide Baragiola: Il tumulto delle donne di Roana per il Ponte, nel dialetto cimbro di Camporovere, Sette Comuni. Tip. Fratelli Salmin, Padova 1906 oder 1907.
- Josef Bacher: Die deutsche Sprachinsel Lusern. Wagner’sche Universitäts-Buchhandlung, Innsbruck 1905.
- Wilhelm Baum: Geschichte der Zimbern. Storia dei Cimbri. Curatorium Cimbricum Bavarense, Landshut 1983.
- Ermenegildo Bidese (Hrsg.): Das Zimbrische zwischen Germanisch und Romanisch. Brockmeyer, Bochum 2005, ISBN 3-8196-0670-X.
- Ermenegildo Bidese: Sprachkontakt generativ. Eine Untersuchung kontaktbedingten syntaktischen Wandels im Zimbrischen (= Linguistische Arbeiten. Band 582). De Gruyter, Berlin 2023, ISBN 978-3-11-076498-7.
- Ermenegildo Bidese: Il cimbro. In: Erica Autelli, Marco Caria, Riccardo Imperiale (Hrsg.): Le varietà storiche minoritarie in Italia. Band 1: L’Italia settentrionale (Linguistik Online 130/6, 2024).
- Herbert Hopfgartner: Die zimbrische Sprachinsel. Einblicke in die älteste periphere deutsche Kultur in Mitteleuropa. In: Lech Kolago (Hrsg.): Studien zur Deutschkunde, XXXVIII Band. Universität Warschau 2008, ISSN 0208-4597
- Anthony Rowley: Die Sprachinseln der Fersentaler und Zimbern. In: Robert Hinderling, Ludwig M. Eichinger (Hrsgg.): Handbuch der mitteleuropäischen Sprachminderheiten. Tübingen 1996, S. 263–285.
- Anthony Rowley: „Mòcheno e Cimbro“. Von Dialekten zu Sprache (?). In: Dieter Stellmacher (Hrsg.): Dialektologie zwischen Tradition und Neuansätzen. Beiträge der Internationalen Dialektologentagung, Göttingen, 19.–21. Oktober 1998. Steiner, Stuttgart 2000, S. 213–221.
- Anthony Rowley: Eine Reise in die Zeit der Minnesänger. Von den Sprachinseln der Zimbern und der Fersentaler. Vortragstext 2008.
- Anthony Rowley: „… hinaufgestiegen in das Land und in die Zeit der Minnesänger“. Das Zimbrische der Sieben und Dreizehn Gemeinden als Paradebeispiel einer Alpensprache. In: Akademie aktuell 03/2010, S. 58–61.
- Johann Andreas Schmeller: Über die sogenannten Cimbern der VII und XIII Communen auf den Venedischen Alpen und ihre Sprache. Gelesen in der Sitzung der ersten Classe der K. Akademie der Wissenschaften, am 3. März 1834. In: Abhandlungen der Königlich Bayerischen Akademie der Wissenschaften. Philosophisch-Philologische Klasse, Historische Klasse. Zweiter Band. München 1837, S. 557–708.
- Bruno Schweizer: Zimbrische Sprachreste (= Deutsches Ahnenerbe. Band 5,1). Niemeyer, Halle 1939.
- Bruno Schweizer: Zimbrischer und fersentalerischer Sprachatlas. Atlante linguistico cimbro e mòcheno. Hrsg. und kommentiert von / edizione curata e commentata da Stefan Rabanus. Istituto Cimbro / Istituto Culturale Mòcheno, Luserna / Palù del Fersina (TN) 2012, ISBN 978-88-95386-02-7.
- Hans Tyroller: Die Sprachinselmundart von Lusern. In: Maria Hornung (Hrsg.): Die deutschen Sprachinseln in den Südalpen. Olms, Hildesheim / Zürich / New York 1994, S. 109–144.

### Sonstiges
- Paola Benincà, Lorenzo Renzi: Per lo studio del contatto romanzo-germanico: la sintassi del cimbro. In: Volker Noll, Sylvia Thiele (Hrsg.): Sprachkontakte in der Romania. Niemeyer Verlag, 2004, ISBN 978-3-484-50715-9, S. 23–43 (italienisch)
- Karl-Markus Gauß: Die fröhlichen Untergeher von Roana. Paul Zsolnay Verlag, Wien 2009, ISBN 978-3-552-05454-7.